# Plemyria tenebra
Plemyria tenebra là một loài bướm đêm trong họ Geometridae.